# Русский Легион Чести
Русский Легион Чести (фр. Legion Russe pour I ’ Honneur) — специальное (особое) формирование из военнослужащих Русской императорской армии, участвовавшее в Первой мировой войне, в составе ВС Франции. Среди тех, кто стоял у истоков создания этого легиона, называют генерала Н. А. Лохвицкого и полковника Г. С. Готуа.
Был сформирован после февральской революции в России, из числа добровольцев расформированного Русского экспедиционного корпуса.
В литературе также встречается наименование — «Русский Легион», «Легион чести».

## История

Командир Русского Легиона Чести Г. С. Готуа.

Был создан в составе Экспедиционного корпуса Русской армии во Франции в конце 1917 года во главе с полковником Георгием Готуа численностью 300 человек. Входил в состав Марокканской дивизии французских войск. Сражался под Парижем, а в дальнейшем Русский Легион прошел Лотарингию, Эльзас, Саар и вошел в Германию. Ему было поручено оккупировать немецкий город Вормс на Рейне.
Георгий Семёнович Готуа во главе легиона первым из всех союзных армий прорвал знаменитую «Линию Гинденбурга» в сражении 1 — 14 сентября 1918 года при Терни-Сорни и вступил в Майнц. Первую линию укреплений русские забросали ручными гранатами, вторую взяли в штыковой схватке. На третью, последнюю траншею противника, легион кинулся с русским «Ура!», ошарашил немцев, побросавших оружие. Потери русского легиона в этом прорыве составили 9 убитых и 25 раненых.
Хоть русская армия к 1918 году уже официально не существовала, легионеры продолжали носить русскую форму одежды — со знаками различия и кокардами, а офицеры не снимали золотые погоны. Легионеры имели также особый нарукавный знак.
В конце декабря 1918 года Русский Легион из Германии был переброшен в Марсель, посажен на пароход и высадился в Новороссийске. В 1919 году Легион Чести был отправлен в состав Добровольческой армии генерала Деникина. Часть солдат впоследствии перешла на сторону красных, а оставшиеся легионеры сформировали 1-й Кавказский стрелковый полк, который до конца Гражданской войны сражался на стороне белых.
В память о погибших чинах Русского Экспедиционного Корпуса и Легиона Чести установлена часовня на русском военном кладбище Сент-Илер-ле-Гран, под Мурмелоном (Шампань). Ежегодно Русская Православная церковь здесь производит поминовение погибших воинов. В церемонии участвуют представители русских общественных организаций, молодежь и представители ветеранских организаций французской армии.

## Известные люди, служившие в легионе
- Богословский, Андрей Александрович (1869—1918) — русский военный священник.
- Введенский, Дмитрий Алексеевич (1887—1956) — советский врач-уролог.
- Лупанов, Мстислав Фёдорович (1885—1976) — русский полковник, кавалер ордена Почетного легиона[3][4].
- Малиновский, Родион Яковлевич (1898—1967) — советский военачальник и государственный деятель, Маршал Советского Союза.
- Урвачёв, Сергей Матвеевич (1893—1973) — русский и югославский (подполковник) военный, позже — живописец.